# Werner Klemke

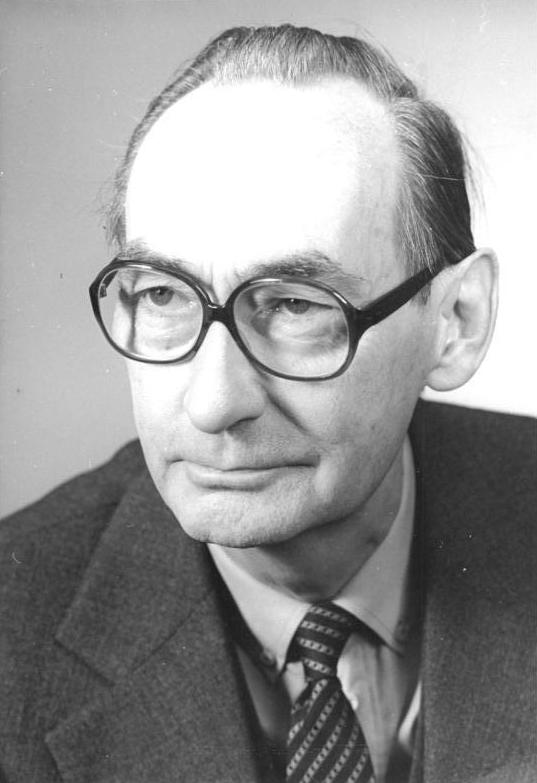
Werner Klemke en 1985.

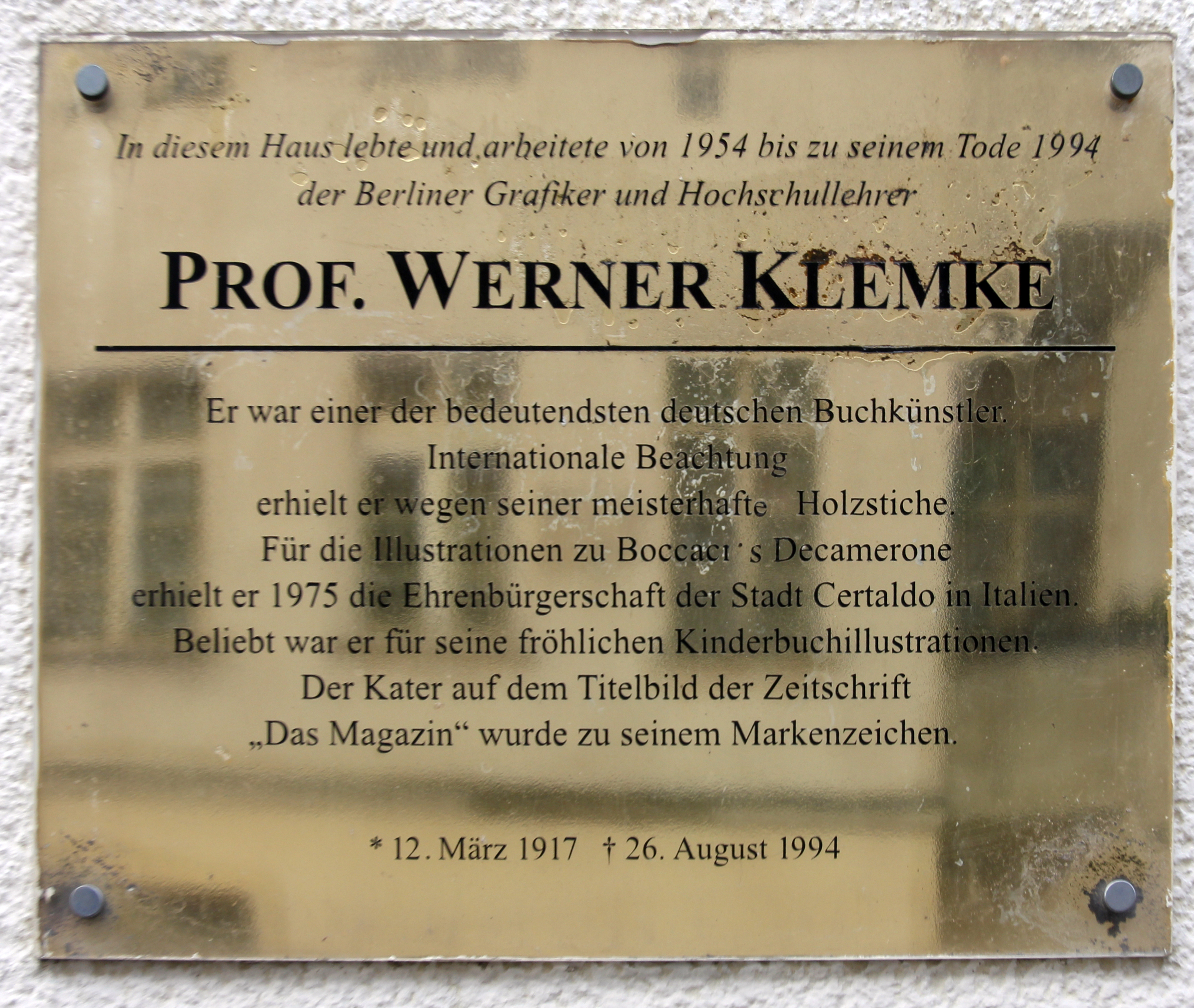
Placa conmemorativa en Berlín.

Werner Klemke (Berlín, 12 de marzo de 1917 - ibídem, 26 de agosto de 1994) fue un escritor, ilustrador y profesor alemán.